# Canton de Mandelieu-la-Napoule
Le canton de Mandelieu-la-Napoule est une circonscription électorale française du département des Alpes-Maritimes, créée par le décret du 24 février 2014 et entrée en vigueur lors des élections départementales de 2015.

## Historique
Un nouveau découpage territorial des Alpes-Maritimes entre en vigueur en mars 2015, défini par le décret du 24 février 2014, en application des lois du 17 mai 2013 (loi organique 2013-402 et loi 2013-403). Les conseillers départementaux sont, à compter de ces élections, élus au scrutin majoritaire binominal mixte. Les électeurs de chaque canton élisent au Conseil départemental, nouvelle appellation du Conseil général, deux membres de sexe différent, qui se présentent en binôme de candidats. Les conseillers départementaux sont élus pour six ans au scrutin binominal majoritaire à deux tours, l'accès au second tour nécessitant 12,5 % des inscrits au premier tour. En outre la totalité des conseillers départementaux est renouvelée. 
Ce nouveau mode de scrutin nécessite un redécoupage des cantons dont le nombre est divisé par deux avec arrondi à l'unité impaire supérieure si ce nombre n'est pas entier impair, assorti de conditions de seuils minimaux. Dans les Alpes-Maritimes, le nombre de cantons passe ainsi de 52 à 27. Le canton de Mandelieu-la-Napoule fait partie des quatorze nouveaux cantons du département, les treize autres cantons portant la dénomination d'un ancien canton, mais avec des limites territoriales différentes.

## Composition
Le canton de Mandelieu-la-Napoule comprend cinq communes entières.
| Nom                                          | Code Insee | Intercommunalité         | Superficie (km2) | Population (dernière pop. légale) | Densité (hab./km2) | Modifier                                    |
| -------------------------------------------- | ---------- | ------------------------ | ---------------- | --------------------------------- | ------------------ | ------------------------------------------- |
| Mandelieu-la-Napoule (bureau centralisateur) | 06079      | CA Cannes Pays de Lérins | 31,37            | 21 201 (2022)                     | 676                | modifier les données · modifier les données |
| Auribeau-sur-Siagne                          | 06007      | CA du Pays de Grasse     | 5,48             | 3 346 (2022)                      | 611                | modifier les données · modifier les données |
| Pégomas                                      | 06090      | CA du Pays de Grasse     | 11,28            | 8 143 (2022)                      | 722                | modifier les données · modifier les données |
| La Roquette-sur-Siagne                       | 06108      | CA du Pays de Grasse     | 6,31             | 5 552 (2022)                      | 880                | modifier les données · modifier les données |
| Théoule-sur-Mer                              | 06138      | CA Cannes Pays de Lérins | 10,49            | 1 418 (2022)                      | 135                | modifier les données · modifier les données |
| Canton de Mandelieu-la-Napoule               | 0613       |                          | 64,93            | 39 660 (2022)                     | 611                | modifier les données                        |

## Démographie
En 2022, le canton comptait 39 660 habitants, en évolution de −1,32 % par rapport à 2016 (Alpes-Maritimes : +2,85 %, France hors Mayotte : +2,11 %).
| 2013   | 2018   | 2022   |
| ------ | ------ | ------ |
| 40 463 | 39 789 | 39 660 |

## Représentation
| Période élective | Période élective | Mandat | Mandat           | Identité         | Nuance | Nuance | Qualité |
| ---------------- | ---------------- | ------ | ---------------- | ---------------- | ------ | ------ | --- |
| 2015             | 2021             | 2015   | 2021             | Michèle Paganin  |        | LR     | Maire d'Auribeau-sur-Siagne (2020 → ) |
| 2015             | 2021             | 2015   | 2017 (démission) | Henri Leroy      |        | LR     | Ancien Maire de Mandelieu-la-Napoule (1995 → 2017) Sénateur des Alpes-Maritimes (2017 → )                                                                                            |
| 2015             | 2021             | 2017   | 2021             | David Konopnicki |        | LR     | Délégué LR de la 8ème circonscription, Mandelieu-la-Napoule |
| 2021             | 2028             | 2021   | en cours         | David Konopnicki |        | LR     | Conseiller sortant, Directeur de cabinet du maire de Mandelieu-la-Napoule, 15ème Vice-Président du conseil départemental chargé du "smart deal" (transition numérique et innovation) |
| 2021             | 2028             | 2021   | en cours         | Michèle Paganin  |        | LR     | Conseillère sortante, 10ème Vice-Présidente du conseil départemental chargée de la ruralité et des politiques agricoles                                                              |

### Résultats détaillés

#### Élections de mars 2015
Lors des élections départementales de 2015, le binôme composé de Henri Leroy et Michèle Paganin (Union de la Droite) est élu au 1er tour avec 56,14 % des suffrages exprimés, devant le binôme composé de Nathalie Pavard et Stéphane Rioux (FN) (32,96 %). Le taux de participation est de 53,75 % (16 571 votants sur 30 831 inscrits) contre 48,55 % au niveau départementalet 50,17 % au niveau national.

#### Élections de juin 2021
Le premier tour des élections départementales de 2021 est marqué par un très faible taux de participation (33,26 % au niveau national). Dans le canton de Mandelieu-la-Napoule, ce taux de participation est de 41,41 % (13 257 votants sur 32 015 inscrits) contre 34,55 % au niveau départemental. À l'issue de ce premier tour, deux binômes sont en ballottage : David Konopnicki et Michèle Paganin (Union à droite, 61,23 %) et Nathalie Baron et Philippe Madiou (RN, 24,61 %).
Le second tour des élections est marqué une nouvelle fois par une abstention massive équivalente au premier tour. Les taux de participation sont de 34,3 % au niveau national, 37,61 % dans le département et 44,76 % dans le canton de Mandelieu-la-Napoule. David Konopnicki et Michèle Paganin (Union à droite) sont élus avec 73,65 % des suffrages exprimés (10 153 voix pour 14 328 votants et 32 011 inscrits),,.